# Johannes Fevynus
Jan van Fevijn (Veurne, 10 de maio de 1490 — Bruges, 23 de outubro de 1555) foi um humanista, jurista, sacerdote e erudito belga. Após a morte prematura de seus pais, Jan e sua irmã Eleanor foram incluídos pela família de seu primo Filips van Hedenbault e posteriormente pela família de Karel van Hedenbault (1444-1527) até quando seu primo morreu. Daí em diante mudou-se para uma casa própria e mais tarde passou a residir com seu amigo Marcus Laurinus (1488-1540), onde viveu tranquilamente até o dia de sua morte. 

## Vida
Em 31 de agosto de 1506 matriculou-se no Colégio De Lelie em Lovaina onde recebeu seu bacharelado. Tempos depois viajou para Bolonha e também visitou Pávia e Roma antes de retornar para casa com seu diploma de Doutor em Direito.
Era estudante ainda em Lovaina quando em 10 de junho de 1510 foi nomeado cônego da Catedral de São Donato, em Bruges. Após retornar da Itália, em 1510, foi ordenado sacerdote. Era muito amigo do humanista catalão Joan Lluis Vives (1492-1540) de quem celebrou o casamento com Margaret Valdaura. Vives faz muitos elogios a ele em sua obra: De civitate Dei (Basileia, 1522).
Adrianus Barlandus dedicou a ele uma comédia de Terêncio intitulada: Sex comoedia (Seix Comédias, Lovaina, 1530). Hubertus Barlandus acrescentou seu nome em sua tradução da obra de Galeno: De paratu facilibus libellus (Antuérpia, 1533).
Em 9 de setembro de 1519 Erasmo escreveu uma carta a Fevynus depois de uma aprazível visita feita quando este vivia no Castelo Prinsenhof de seu primo. Depois disso, durante muito tempo trocaram correspondências.